# شرکت هویا
شرکت هویا (انگلیسی: Hoya Corporation) یک شرکت ژاپنی است که در زمینه تولید محصولات نوری مانند فوتوماسک و بشقاب درایو دیسک سخت، لنزهای تماسی و لنزهای عینک برای بازار بهداشت و درمان تولید و فعالیت می‌کند.